# 太傅
太傅（たいふ）は、かつて中国にあった官職である。天子の師。

## 中国における太傅
『漢書』百官公卿表上によれば周においては太師、太傅、太保が三公と呼ばれ、天子を助け導き国政に参与する職であったとされる。
漢においては金印紫綬で、三公より地位は上であった（この場合の三公とは大司馬、大司徒、大司空）。前漢の呂后元年（紀元前187年）、右丞相の王陵が太傅となっているのが初出である。『漢書』王陵伝によれば、呂后にたてつく王陵から丞相の実権を奪うための措置であったとされ、地位は上でも実権は無かったようである。呂后8年（紀元前180年）にも左丞相審食其が太傅とされている。
その後は置かれず、前漢末の平帝の元寿2年（紀元前1年）になり、幼くして王莽らに擁立されて即位した平帝の補佐と教育のため丞相孔光が太傅となった。翌年元始元年（1年）には太師、太傅、太保が置かれ、孔光が太師となって太傅には王莽が大司馬と兼ねて就任した。太傅は太師に次ぎ、太保の上に当たる地位であった。太師、太傅、太保および少傅の四官を四輔と呼んだ。
後漢において太傅は皇帝が新たに即位するごとにしばしば置かれ、録尚書事を兼任するのが通例であった。
その後、魏においても太傅は置かれた。晋においては再度太師、太傅、太保を置いたが、「師」が景帝司馬師の諱であることから避けて太師を太宰と称した。
それ以降の王朝でも太師、太傅、太保が置かれたが、総じてふさわしい者が居なければ空位とする名誉職であった。北魏では太師、太傅、太保を三師と呼んでいる。
なお、前漢では諸侯王の師として諸侯王の太傅が置かれていたが、成帝の時代に諸侯王の太傅を傅と呼ぶようになった。

## 日本における太傅
日本においては、太傅は天皇が成年に達しないときに、旧皇室典範26条の規定により、置かれることとされていた官職。当該未成年の天皇の傅育をつかさどっていた。
27条によれば、先帝が遺命で太傅を既に任命していたときはその者が、その遺命による任命がないときは、摂政が皇族会議と枢密顧問に諮詢して選任することとされていた。
28条で摂政及びその子孫は太傅に就任することができなかった。
実際には、旧皇室典範施行から皇室典範及皇室典範増補廃止ノ件までの間では、未成年の天皇の例がなく、太傅の設置の例はなかった。
1947年制定の皇室典範においては、摂政の制度は設けられたが、太傅の制度は設けられていない。